# Dominus
Dominus (em português, senhor ou mestre), foi um título honorífico usado no Ocidente em vários contextos e com vários significados desde a Roma Antiga. Tem como variantes domnus ou domino, o feminino domina e o plural domini.
Entre os romanos foi inicialmente o tratamento recebido pelos mestres ou proprietários de escravos. Passou a ser empregado também para designação de grandes dignitários, inclusive o imperador. A partir de Diocleciano (r. 284–305), tornou-se o tratamento preferencial do imperador, constituindo o dominato, em oposição ao principado instituído por Augusto (r. 27 a.C.–14 d.C.). Nos primeiros tempos do cristianismo foi atribuído à divindade, aos santos e aos bispos, em especial ao bispo de Roma, o papa, em sua qualidade de soberano da cristandade.
No início da Idade Média continuou a ser o tratamento da pessoa régia e de nobres de alto escalão, também aplicado a altos dignitários da Igreja, mas no âmbito privado começou a ser usado como sinal de estima e consideração a quaisquer pessoas respeitáveis. Em torno do século XII passou a ser empregado na França no endereçamento a senhores feudais de baixo escalão, e pouco depois entrou em uso na Inglaterra aplicado a nobres e cavaleiros, bem como a clérigos de destaque, embora a prática não fosse consistente, podendo ser o tratamento de pessoas de qualidade, embora não pertencentes à nobreza. Na Itália o título conheceu grande difusão, em geral usado no tratamento de nobres de elevada categoria, mas também, menos frequentemente, para senhores de terras e lideranças comunais.
Dominus foi a origem dos títulos dom ou don, usado pela nobreza e o alto clero de países latinos, e está relacionado a senhor, messere, sir, sire e outros similares. Em textos eclesiásticos latinos ainda designa a divindade. No terreno profano, hoje o uso está restrito a alguns círculos judiciários em alguns países, indicando o responsável pelo julgamento de processos.